# Final de la Copa de Oro de la Concacaf 2021
La Final de la Copa de Oro de la Concacaf 2021 la disputaron las selecciones de Estados Unidos y México que clasificaron de las Semifinales tras vencer a Catar y Canadá respectivamente. El encuentro se jugó a las 18 horas (hora local, UTC-7) del 1 de agosto en el Allegiant Stadium de Paradise, en el estado de Nevada.
Estados Unidos ganó contra Mexico por 1-0 con un gol, de esa manera consiguió ganar el partido.

## Sede
El estadio había sido confirmado como sede de la final en 2021, siendo designado solo para albergar la final del torneo. A pesar de que el estadio normalmente alberga partidos de fútbol americano, también suele albergar partidos de fútbol.
El estadio tiene capacidad para 65 000 espectadores, lo que lo convierte en el estadio de la Liga Nacional de Fútbol Americano con importante capacidad.

## Enfrentamiento
| Bandera de Estados Unidos | vs. | Bandera de México |
| Estados Unidos 1          | vs. | México 0          |
| ------------------------- | --- | ----------------- |

### Finales jugadas anteriormente
| Equipo         | Finales jugadas anteriormente                                    |
| -------------- | ---------------------------------------------------------------- |
| Estados Unidos | 1991, 1993, 1998, 2002, 2005, 2007, 2009, 2011, 2013, 2017, 2019 |
| México         | 1993, 1996, 1998, 2003, 2007, 2009, 2011, 2015, 2019             |

## Antecedentes
El siguiente cuadro muestra el historial de enfrentamientos en ediciones anteriores de la Copa de Oro de la Concacaf entre los equipos que disputaron la final.
| Partido                  | Antecedentes | Antecedentes | Antecedentes              |
| Partido                  | Edición      | Fase         | Resultado                 |
| ------------------------ | ------------ | ------------ | ------------------------- |
| México vs Estados Unidos | 1991         | Semifinal    | Estados Unidos 2:0 México |
| México vs Estados Unidos | 1993         | Final        | México 4:0 Estados Unidos |
| México vs Estados Unidos | 1998         | Final        | México 1:0 Estados Unidos |
| México vs Estados Unidos | 2007         | Final        | Estados Unidos 2:1 México |
| México vs Estados Unidos | 2009         | Final        | Estados Unidos 0:5 México |
| México vs Estados Unidos | 2011         | Final        | México 4:2 Estados Unidos |
| México vs Estados Unidos | 2019         | Final        | México 1:0 Estados Unidos |

## Camino a la Final
| Equipo         | Pts | PJ | PG | PE | PP | GF | GC | Dif |
| -------------- | --- | -- | -- | -- | -- | -- | -- | --- |
| Estados Unidos | 9   | 3  | 3  | 0  | 0  | 8  | 1  | +7  |
| Canadá         | 6   | 3  | 2  | 0  | 1  | 8  | 3  | +5  |
| Haití          | 3   | 3  | 1  | 0  | 2  | 3  | 6  | −3  |
| Martinica      | 0   | 3  | 0  | 0  | 3  | 3  | 12 | −9  |

| Equipo            | Pts | PJ | PG | PE | PP | GF | GC | Dif |
| ----------------- | --- | -- | -- | -- | -- | -- | -- | --- |
| México            | 7   | 3  | 2  | 1  | 0  | 4  | 0  | +4  |
| El Salvador       | 6   | 3  | 2  | 0  | 1  | 4  | 1  | +3  |
| Trinidad y Tobago | 2   | 3  | 0  | 2  | 1  | 1  | 3  | −2  |
| Guatemala         | 1   | 3  | 0  | 1  | 2  | 1  | 6  | −5  |

## Final
| 1 de agosto   | Estados Unidos | 1:0 (0:0, 0:0) (t. s.) | México | Allegiant Stadium, Paradise                                                 |                                                                             |
| 21:00 (UTC-4) | Robinson 118'  | Reporte                |        | Asistencia: 61 114 espectadores Árbitro(s): Said Martínez VAR: Drew Fischer | Asistencia: 61 114 espectadores Árbitro(s): Said Martínez VAR: Drew Fischer |

### Ficha
| 1     | POR   | Matt Turner       |        |
| 2     | DEF   | Reggie Cannon     | 65'    |
| 16    | DEF   | James Sands       |        |
| 12    | DEF   | Miles Robinson    |        |
| 21    | DEF   | George Bello      | 65'    |
| 19    | MED   | Eryk Williamson   | 87'    |
| 23    | MED   | Kellyn Acosta     |        |
| 17    | MED   | Sebastian Lletget | 66'    |
| 7     | DEL   | Paul Arriola      | 87'    |
| 9     | DEL   | Gyasi Zardes      |        |
| 13    | DEL   | Matthew Hoppe     | 120+1' |
| D. T. | D. T. | Gregg Berhalter   |        |

| 1     | POR   | Alfredo Talavera    |      |
| 21    | DEF   | Luis Rodríguez      |      |
| 2     | DEF   | Néstor Araujo       |      |
| 15    | DEF   | Héctor Moreno       | 44'  |
| 23    | DEF   | Jesús Gallardo      |      |
| 6     | MED   | Jonathan dos Santos | 76'  |
| 4     | MED   | Edson Álvarez       |      |
| 16    | MED   | Héctor Herrera      |      |
| 17    | DEL   | Jesús Corona        | 91'  |
| 11    | DEL   | Rogelio Funes Mori  | 106' |
| 10    | DEL   | Orbelín Pineda      | 76'  |
| D. T. | D. T. | Gerardo Martino     |      |

| 20 | DEF | Shaquell Moore      | 65'    |
| 3  | DEF | Sam Vines           | 65'    |
| 10 | MED | Cristian Roldán     | 66'    |
| 6  | MED | Gianluca Busio      | 87'    |
| 8  | DEL | Nicholas Gioacchini | 87'    |
| 24 | DEF | Henry Kessler       | 120+1' |

| 3  | DEF | Carlos Salcedo     | 44 · 106'' |
| 14 | MED | Érick Gutiérrez    | 76'        |
| 24 | DEL | Rodolfo Pizarro    | 76'        |
| 5  | DEF | Osvaldo Rodríguez  | 91'        |
| 9  | DEL | Alan Pulido        | 106'       |
| 19 | DEF | Gilberto Sepúlveda | 106'       |

| 118' | Miles Robinson | 1-0 |

| 113' | Kellyn Acosta |

| 72' · 114' · 117' | Héctor Herrera Jesús Gallardo Edson Álvarez |

| Principal  | Said Martínez     |
| Asistentes | Walter López      |
|            | Henri Pupiro      |
| Cuarto     | Mario Escobar     |
| Quinto     | Christian Ramírez |

| VAR            | Drew Fischer   |
| Asistentes VAR | Tatiana Guzmán |

|                    |     |     |
| Tiros              | 14  | 22  |
| Tiros a puerta     | 5   | 5   |
| Faltas             | 31  | 20  |
| Saques de esquina  | 6   | 11  |
| Penaltis           | 0   | 0   |
| Fueras de juego    | 1   | 4   |
| Posesión del balón | 36% | 64% |

| Alineación inicial |

| 1     | POR   | Matt Turner       |        |
| 2     | DEF   | Reggie Cannon     | 65'    |
| 16    | DEF   | James Sands       |        |
| 12    | DEF   | Miles Robinson    |        |
| 21    | DEF   | George Bello      | 65'    |
| 19    | MED   | Eryk Williamson   | 87'    |
| 23    | MED   | Kellyn Acosta     |        |
| 17    | MED   | Sebastian Lletget | 66'    |
| 7     | DEL   | Paul Arriola      | 87'    |
| 9     | DEL   | Gyasi Zardes      |        |
| 13    | DEL   | Matthew Hoppe     | 120+1' |
| D. T. | D. T. | Gregg Berhalter   |        |

| 1     | POR   | Alfredo Talavera    |      |
| 21    | DEF   | Luis Rodríguez      |      |
| 2     | DEF   | Néstor Araujo       |      |
| 15    | DEF   | Héctor Moreno       | 44'  |
| 23    | DEF   | Jesús Gallardo      |      |
| 6     | MED   | Jonathan dos Santos | 76'  |
| 4     | MED   | Edson Álvarez       |      |
| 16    | MED   | Héctor Herrera      |      |
| 17    | DEL   | Jesús Corona        | 91'  |
| 11    | DEL   | Rogelio Funes Mori  | 106' |
| 10    | DEL   | Orbelín Pineda      | 76'  |
| D. T. | D. T. | Gerardo Martino     |      |

| 20 | DEF | Shaquell Moore      | 65'    |
| 3  | DEF | Sam Vines           | 65'    |
| 10 | MED | Cristian Roldán     | 66'    |
| 6  | MED | Gianluca Busio      | 87'    |
| 8  | DEL | Nicholas Gioacchini | 87'    |
| 24 | DEF | Henry Kessler       | 120+1' |

| 3  | DEF | Carlos Salcedo     | 44 · 106'' |
| 14 | MED | Érick Gutiérrez    | 76'        |
| 24 | DEL | Rodolfo Pizarro    | 76'        |
| 5  | DEF | Osvaldo Rodríguez  | 91'        |
| 9  | DEL | Alan Pulido        | 106'       |
| 19 | DEF | Gilberto Sepúlveda | 106'       |

| 118' | Miles Robinson | 1-0 |

| 113' | Kellyn Acosta |

| 72' · 114' · 117' | Héctor Herrera Jesús Gallardo Edson Álvarez |

| Principal  | Said Martínez     |
| Asistentes | Walter López      |
|            | Henri Pupiro      |
| Cuarto     | Mario Escobar     |
| Quinto     | Christian Ramírez |

| VAR            | Drew Fischer   |
| Asistentes VAR | Tatiana Guzmán |

|                    |     |     |
| Tiros              | 14  | 22  |
| Tiros a puerta     | 5   | 5   |
| Faltas             | 31  | 20  |
| Saques de esquina  | 6   | 11  |
| Penaltis           | 0   | 0   |
| Fueras de juego    | 1   | 4   |
| Posesión del balón | 36% | 64% |

| Alineación inicial |

| 1     | POR   | Matt Turner       |        |
| 2     | DEF   | Reggie Cannon     | 65'    |
| 16    | DEF   | James Sands       |        |
| 12    | DEF   | Miles Robinson    |        |
| 21    | DEF   | George Bello      | 65'    |
| 19    | MED   | Eryk Williamson   | 87'    |
| 23    | MED   | Kellyn Acosta     |        |
| 17    | MED   | Sebastian Lletget | 66'    |
| 7     | DEL   | Paul Arriola      | 87'    |
| 9     | DEL   | Gyasi Zardes      |        |
| 13    | DEL   | Matthew Hoppe     | 120+1' |
| D. T. | D. T. | Gregg Berhalter   |        |

| 1     | POR   | Alfredo Talavera    |      |
| 21    | DEF   | Luis Rodríguez      |      |
| 2     | DEF   | Néstor Araujo       |      |
| 15    | DEF   | Héctor Moreno       | 44'  |
| 23    | DEF   | Jesús Gallardo      |      |
| 6     | MED   | Jonathan dos Santos | 76'  |
| 4     | MED   | Edson Álvarez       |      |
| 16    | MED   | Héctor Herrera      |      |
| 17    | DEL   | Jesús Corona        | 91'  |
| 11    | DEL   | Rogelio Funes Mori  | 106' |
| 10    | DEL   | Orbelín Pineda      | 76'  |
| D. T. | D. T. | Gerardo Martino     |      |

| 20 | DEF | Shaquell Moore      | 65'    |
| 3  | DEF | Sam Vines           | 65'    |
| 10 | MED | Cristian Roldán     | 66'    |
| 6  | MED | Gianluca Busio      | 87'    |
| 8  | DEL | Nicholas Gioacchini | 87'    |
| 24 | DEF | Henry Kessler       | 120+1' |

| 3  | DEF | Carlos Salcedo     | 44 · 106'' |
| 14 | MED | Érick Gutiérrez    | 76'        |
| 24 | DEL | Rodolfo Pizarro    | 76'        |
| 5  | DEF | Osvaldo Rodríguez  | 91'        |
| 9  | DEL | Alan Pulido        | 106'       |
| 19 | DEF | Gilberto Sepúlveda | 106'       |

| 118' | Miles Robinson | 1-0 |

| 113' | Kellyn Acosta |

| 72' · 114' · 117' | Héctor Herrera Jesús Gallardo Edson Álvarez |

| Principal  | Said Martínez     |
| Asistentes | Walter López      |
|            | Henri Pupiro      |
| Cuarto     | Mario Escobar     |
| Quinto     | Christian Ramírez |

| VAR            | Drew Fischer   |
| Asistentes VAR | Tatiana Guzmán |

|                    |     |     |
| Tiros              | 14  | 22  |
| Tiros a puerta     | 5   | 5   |
| Faltas             | 31  | 20  |
| Saques de esquina  | 6   | 11  |
| Penaltis           | 0   | 0   |
| Fueras de juego    | 1   | 4   |
| Posesión del balón | 36% | 64% |

| Alineación inicial |

| 1     | POR   | Matt Turner       |        |
| 2     | DEF   | Reggie Cannon     | 65'    |
| 16    | DEF   | James Sands       |        |
| 12    | DEF   | Miles Robinson    |        |
| 21    | DEF   | George Bello      | 65'    |
| 19    | MED   | Eryk Williamson   | 87'    |
| 23    | MED   | Kellyn Acosta     |        |
| 17    | MED   | Sebastian Lletget | 66'    |
| 7     | DEL   | Paul Arriola      | 87'    |
| 9     | DEL   | Gyasi Zardes      |        |
| 13    | DEL   | Matthew Hoppe     | 120+1' |
| D. T. | D. T. | Gregg Berhalter   |        |

| 1     | POR   | Alfredo Talavera    |      |
| 21    | DEF   | Luis Rodríguez      |      |
| 2     | DEF   | Néstor Araujo       |      |
| 15    | DEF   | Héctor Moreno       | 44'  |
| 23    | DEF   | Jesús Gallardo      |      |
| 6     | MED   | Jonathan dos Santos | 76'  |
| 4     | MED   | Edson Álvarez       |      |
| 16    | MED   | Héctor Herrera      |      |
| 17    | DEL   | Jesús Corona        | 91'  |
| 11    | DEL   | Rogelio Funes Mori  | 106' |
| 10    | DEL   | Orbelín Pineda      | 76'  |
| D. T. | D. T. | Gerardo Martino     |      |

| 20 | DEF | Shaquell Moore      | 65'    |
| 3  | DEF | Sam Vines           | 65'    |
| 10 | MED | Cristian Roldán     | 66'    |
| 6  | MED | Gianluca Busio      | 87'    |
| 8  | DEL | Nicholas Gioacchini | 87'    |
| 24 | DEF | Henry Kessler       | 120+1' |

| 3  | DEF | Carlos Salcedo     | 44 · 106'' |
| 14 | MED | Érick Gutiérrez    | 76'        |
| 24 | DEL | Rodolfo Pizarro    | 76'        |
| 5  | DEF | Osvaldo Rodríguez  | 91'        |
| 9  | DEL | Alan Pulido        | 106'       |
| 19 | DEF | Gilberto Sepúlveda | 106'       |

| 118' | Miles Robinson | 1-0 |

| 113' | Kellyn Acosta |

| 72' · 114' · 117' | Héctor Herrera Jesús Gallardo Edson Álvarez |

| Principal  | Said Martínez     |
| Asistentes | Walter López      |
|            | Henri Pupiro      |
| Cuarto     | Mario Escobar     |
| Quinto     | Christian Ramírez |

| VAR            | Drew Fischer   |
| Asistentes VAR | Tatiana Guzmán |

|                    |     |     |
| Tiros              | 14  | 22  |
| Tiros a puerta     | 5   | 5   |
| Faltas             | 31  | 20  |
| Saques de esquina  | 6   | 11  |
| Penaltis           | 0   | 0   |
| Fueras de juego    | 1   | 4   |
| Posesión del balón | 36% | 64% |

| Alineación inicial |

|                                   |
| Bandera de Estados Unidos         |
| Campeón Estados Unidos 7.º título |